# Balle, Nigeria
Balle är en stad i delstaten Sokoto i nordvästra Nigeria nära gränsen till Niger. Balle är administrativ huvudort i förvaltningsområdet (Local Government Area) Gudu.